# Fensuximida
La Fensuximida fue la primera succinimida introducida para el manejo de las crisis de ausencia, anteriormente Petit Mal.

## Descripción
La Fensuximida es un polvo cristalino blanco a blanquecino. Es inodoro (o tiene un ligero olor). Ligeramente soluble en agua; soluble en alcohol; muy soluble en cloroformo. Debe almacenarse en contenedores herméticos.

## Usos
La fensuximida es un antiepiléptico del tipo de la succinimida con acciones similares a las de la etosuximida, pero menos efectiva.

## Modo de acción
El medicamento disminuye las transmisiones nerviosas en la parte del cerebro que controla los músculos.

## Metabolismo
La fensuximida se metaboliza rápidamente en un metabolito N-desmetilado llamado ácido 2-fenilsuccinámico.

## Uso en embarazo y lactancia
Se reportó el uso de fensuximida en tres embarazos. Debido a la terapia farmacológica múltiple y la diferencia en la metodología del estudio, las conclusiones que relacionan el uso de la fensuximida con defectos congénitos son difíciles. Las anormalidades fetales identificadas con los tres embarazos incluyen genitales ambiguos, hernia inguinal y estenosis pilórica. La fensuximida tiene un potencial teratógeno mucho más bajo que la clase de anticonvulsivantes de oxazolidindiona (Trimetadiona).
En lactancia: el fármaco atraviesa a la leche materna, es mejor evitar el medicamento o buscar formas alternativas de alimentación del bebé con el pediatra.

## Efectos secundarios
El fármaco puede derivar malestares gastrointestinales, la sensación de soñar despierto, erupción cutánea, fiebre, granulocitopenia, leucopenia, y nefropatía reversible.